# Annie Hall
Annie Hall là bộ phim tình cảm hài lãng mạn đạo diễn bởi Woody Allen và đồng kịch bản với Marshall Brickman. Được sản xuất bởi Charles H. Joffe, Allen vào vai Alvy"Max"Singer – một chàng trai kể lại những lý do mà cuộc tình của mình thất bại với nhân vật nữ chính do Diane Keaton thủ vai, vốn được chỉnh sửa kịch bản sao cho phù hợp với chính con người cô.
Những hoạt cảnh chính của bộ phim được bấm vào ngày 19 tháng 5 năm 1976 ở South Fork, Long Island, và việc quay phim tiếp tục được thực hiện suốt 10 tháng sau đó. Allen miêu tả thành quả có được – đánh dấu lần đầu ông cộng tác với nhà quay phim Gordon Willis – là"bước ngoặt quan trọng", khi trái ngược với những sản phẩm châm biếm và hài hước mà ông làm cùng chủ đề, đây lại là một sản phẩm được đầu tư ở một mức độ nghiêm túc hoàn toàn khác. Những khía cạnh chính của nội dung nhấn mạnh sự tương phản giữa New York và Los Angeles, những hình mẫu về người khác giới của nam và nữ, đặc tính của người Do Thái cũng như những yếu tố của phân tâm học và chủ nghĩa hiện đại.
Annie Hall được công chiếu lần đầu tại Liên hoan phim Los Angeles vào tháng 3 năm 1977, không lâu trước khi chính thức ra mắt ngày 20 tháng 4 cùng năm. Bộ phim giành được vô số giải thưởng giá trị, đặc biệt là Giải Oscar cho phim hay nhất cùng 3 giải Oscar quan trọng khác: 2 cho Allen (Đạo diễn xuất sắc nhất và Kịch bản gốc xuất sắc nhất chia sẻ cùng Brickman) và 1 cho Keaton (Nữ diễn viên chính xuất sắc nhất). Bộ phim cũng được trao 4 Giải BAFTA và Giải Quả cầu vàng, chủ yếu dành cho Keaton. Doanh thu theo thống kê ở thị trường Bắc Mỹ đạt 38.251.425 $, trở thành phim thành công đứng thứ tư của Allen, chưa tính lạm phát. Được coi là một trong những tác phẩm xuất sắc nhất của thể loại hài kịch, Annie Hall được xếp thứ 31 trong Danh sách 100 phim hay nhất của Viện phim Mỹ, thứ 4 trong Danh sách 100 phim hài của Viện phim Mỹ và thứ 28 trong danh sách"100 phim hài hước nhất"của Bravo. Cây bút Roger Ebert nhận xét"đây là sản phẩm của Woody Allen mà ai cũng ưa thích."

## Phân vai
- Woody Allen trong vai Alvy"Max"Singer
- Diane Keaton trong vai Annie Hall
- Tony Roberts trong vai Rob
- Carol Kane trong vai Allison Portchnik
- Paul Simon trong vai Tony Lacey
- Janet Margolin trong vai Robin
- Shelley Duvall trong vai Pam
- Christopher Walken trong vai Duane Hall
- Colleen Dewhurst trong vai bà Hall
- Donald Symington trong vai ông Hall
- Joan Newman trong vai bà Singer
- Marshall McLuhan trong vai McLuhan
- Mordecai Lawner trong vai bố của Alvy